# Lautiainen
Lautiainen är en avskild del av sjön Pielinen i Finland, norr om Nurmes.   Den ligger i landskapet Norra Karelen, i den centrala delen av landet, 400 km nordost om huvudstaden Helsingfors. Lautiainen ligger 104 meter över havet.